# Contea di Nowata
La contea di Nowata (in inglese Nowata County) è una contea dello Stato dell'Oklahoma, negli Stati Uniti. La popolazione al censimento del 2000 era di 10 569 abitanti. Il capoluogo di contea è Nowata.